# Nojeh-Coup

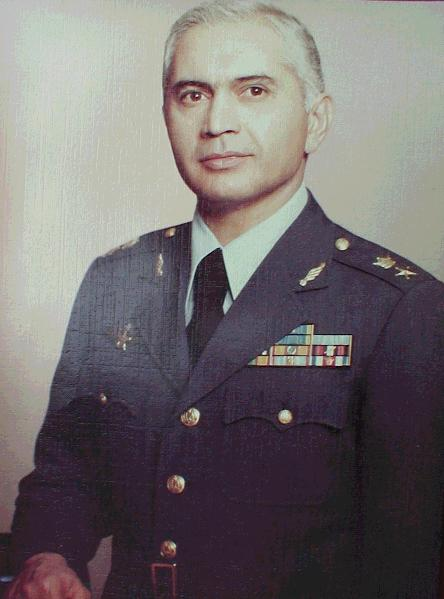
General Ayat Mohagheghi, 1975

Der Nojeh-Coup oder Noscheh-Putsch war ein für den 9. Juli 1980 (18. Tir 1359) geplanter Putschversuch mit dem Codenamen „NEGHAB“ (Maske), mit dem der Präsident Abolhassan Banisadr und die gesamte Führung der Islamischen Republik Iran einschließlich ihres geistlichen Führers Chomeini gestürzt werden sollte. Der Coup sollte von der Luftwaffenbasis Schahrochi bei Hamadan seinen Ausgang nehmen. Die Luftwaffenbasis war nach der islamischen Revolution in Nojeh-Basis umbenannt worden. Einer der Anführer der Putschisten war General Ayat Mohagheghi.

## Vorbereitungen
Offiziere der iranischen Armee, die ihre Ausbildung noch zu Zeiten des Schahs erhalten hatten, kamen überein, das seit rund anderthalb Jahren an der Macht befindliche islamische Regime im Iran zu stürzen und wieder die alte Monarchie zu errichten. An den Planungen waren Offiziere der Armee, der Luftwaffe, der Kaiserlichen Garde und des Geheimdienstes SAVAK beteiligt.
Schapur Bachtiar, der letzte Premierminister unter Mohammad Reza Schah, hatte in Paris ein Büro eröffnet und den Widerstand gegen die Islamische Republik Iran organisiert. Dabei wurde er unter anderem von Saddam Hussein aus dem Irak finanziell unterstützt.
Einer der wichtigsten Anführer des Putsches war General Ayat Mohagheghi, der auch nach der Islamischen Revolution General der Luftwaffe geblieben war und Zugang zu all ihren militärischen Anlagen hatte.

## Geplanter Ablauf
Soweit bekannt, sollte der Coup in drei Phasen ablaufen: Phase 1 sah einen Luftangriff auf militärisch und strategisch bedeutsame Gebäudekomplexe, Regierungsgebäude, den Wohnsitz von Chomeini in Jamaran und Gebäude der Geistlichkeit in Teheran, Maschhad und Ghom vor. In Phase 2 sollten Soldaten von neun Infanteriedivisionen zentrale Einrichtungen in Teheran besetzen, darunter das staatliche Radio und Fernsehen, das Parlament, das Hauptquartier der Revolutionsgarden und den Teheraner Basar. In Phase 3 war eine vollständige Trennung der Hauptstadt Teheran vom Hinterland geplant, um mögliche Verstärkungen für die Revolutionsgarden abzuschneiden. Dies sollte mit 50.000 bewaffneten Kurden, Belutschen und türkischen Milizionären erreicht werden. Die Milizen sollten Uniformen der Revolutionswächter tragen und an einem grünen Band mit der Aufschrift „Ya Vatan“ (Oh Mutterland) erkennbar sein.

## Entdeckung
Wie die Regierung der Islamischen Republik von Vorbereitungen des geplanten Putsches erfuhr, ist bis heute nicht bekannt. Die meisten Quellen geben an, dass die Informationen von einem Mitarbeiter aus Bachtiars Büro in Paris stammten. Bachtiar selbst äußerte sich bis zu seiner Ermordung nie zu dieser Verdächtigung. Der Verdacht, Informationen über den geplanten Coup an die Regierung der Islamischen Republik Iran weitergegeben zu haben, macht sich an der Person Manucher Ghorbanifar fest. Ghorbanifar war ein ehemaliger Mitarbeiter des 8. Büros (Gegenspionage) des SAVAK unter der Führung von General Hashemi und später Sprecher von Bachtiar. Er war einer der Vermittler, die im Auftrag der Islamischen Republik Iran mit Oliver North Verhandlungen über Waffenlieferungen der USA führte (Iran-Contra-Affäre).
Die Planungen des Putsches sahen vor, dass Ghorbanifar Waffen an eine bestimmte Luftwaffenbasis liefern sollte, damit diese bei dem Coup eingesetzt werden könnten. Diese Waffen trafen allerdings niemals ein. Ghorbanifar lebte zu dieser Zeit unter dem Namen Suzani in Istanbul. Er behauptete später, dass mehrere an dem Coup beteiligten Personen mit seiner Hilfe in die Türkei fliehen konnten. Allerdings wurden die Oberste Hadi Azizmoradi, Behrouz Shahverdilou und Ahmad Hamedmonfarad, denen er zur Flucht verholfen haben will, in Istanbul erschossen aufgefunden. Ghorbanifar wird beschuldigt, an ihrem Tod mitverantwortlich zu sein.
In einem auf der Grundlage des Freedom of Information Act am 6. Juni 2007 angestrengten Gerichtsverfahren soll erwirkt werden, dass alle bei den amerikanischen Sicherheitsbehörden vorhandenen Informationen zu diesem fehlgeschlagenen Coup veröffentlicht werden. In der Klageschrift wird behauptet, dass im Juli 1980 Zbigniew Brzeziński König Hussein von Jordanien getroffen habe, um mit ihm die Möglichkeit einer irakischen Invasion im Iran zu besprechen. Weiter wird behauptet, dass der Coup von sowjetischen Agenten in Frankreich und Lateinamerika an die Regierung Banisadr verraten worden sei.

## Öffentliche Bekanntgabe
Die breite Öffentlichkeit wurde am 11. Juli 1980 (20. Tir 1359) von Präsident Banisadr, dem Kommandeur der Luftwaffe Colonel Javad Fakouri und dem Kommandeur der Revolutionswächter Morteza Rezai über das staatliche Fernsehen von dem geplanten Umsturz unterrichtet. Banisadr erklärte der überraschten Öffentlichkeit, dass ein Staatsstreich von Seiten des Militärs unter der Führung von Schapur Bachtiar aufgedeckt worden sei. Seit einem Monat wisse die Regierung von  den Umsturzplänen. 24 Stunden vor Beginn der militärischen Operation sei ihr das Datum des Umsturzversuches sowie die Hauptorte bekannt gewesen.

## Verhaftungen und Hinrichtungen
Einer der Anführer des Coups, General Mohagheghi, gab in einem auf Video aufgezeichneten Verhör an, dass der Coup von wenigen Offizieren geplant worden sei, die mit der allgemeinen Lage im Iran unzufrieden gewesen seien. Man wollte vier Flugzeuge in der Nojeh-Luftwaffenbasis stehlen und das Haus von Chomeini und Gebäude und Brücken in Teheran bombardieren. Am besagten 9. Juli sei man mit einem Bus zur Basis gefahren und habe dort die Basis unter starker Bewachung der Revolutionsgarden vorgefunden. Der Plan, auf die Basis zu fahren und die Flugzeuge zu stehlen, sei daher fallengelassen worden. Stattdessen kehrte man unverrichteter Dinge nach Teheran zurück. Auf dem Rückweg seien die Verschwörer dann verhaftet worden.
Unmittelbar vor der öffentlichen Bekanntmachung wurden weitere, mutmaßlich an dem Putsch beteiligte Offiziere verhaftet. Elf Tage nach Bekanntgabe der Umsturzpläne wurden am Sonntag, dem 22. Juli 1980 (29. Tir 1359) die Luftwaffenoffiziere General Ayat Mohagheghi, Major Farokhzad Jahangiri, Hauptmann Mohammad Malek und Hauptmann Bijan Irannejad hingerichtet. Die Todesurteile wurden von Mohammad Mohammadi Reyschahri, dem vorsitzenden Richter des revolutionären Militärgerichts – er wurde später erster Leiter des iranischen Geheimdienstes VEVAK – ausgesprochen.
In den folgenden 65 Tagen wurden insgesamt 115 Personen hingerichtet, darunter Piloten, Fallschirmjäger und Offiziere der Artillerie. Besondere Aufmerksamkeit fand die Hinrichtung von Shahriar Noor, Sohn des geflohenen Obersten Amir Hushang Noor, der im Rahmen eines Sippenhaft-Urteils an Stelle seines zum Tode verurteilten Vaters hingerichtet wurde.
Mit dem Ausbruch des Iran-Irak-Krieges wurde von weiteren Verhaftungen und Hinrichtungen abgesehen.